# Niederzwönitz
Niederzwönitz ist ein Ortsteil der sächsischen Stadt Zwönitz im Erzgebirgskreis. Er wurde am 1. April 1934 eingemeindet.

## Geographie

### Geographische Lage und Verkehr

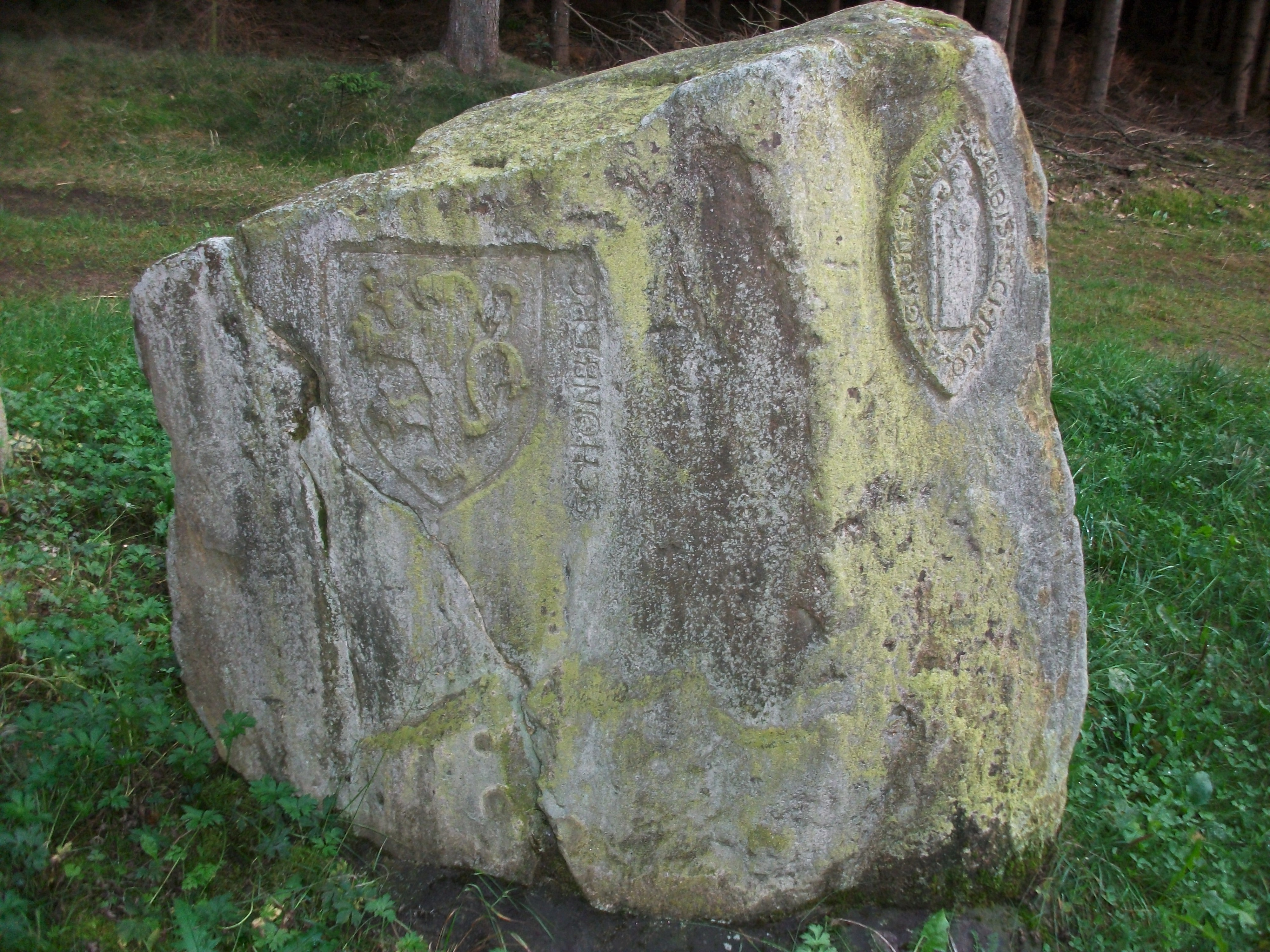
Dreilagenstein im Streitwald, Schönbergische Seite (Niederzwönitz)

Das doppelreihige Waldhufendorf Niederzwönitz liegt im oberen Teil des Zwönitztals. Zur benachbarten Ortslage von Zwönitz besteht ein direkter Übergang, die Flurgrenze befindet sich im Bereich der heutigen Bahnhofsstraße. Der höchste Punkt von Niederzwönitz liegt im Geyerschen Wald. Westlich des Orts befindet sich der Streitwald mit dem Dreilagenstein. Durch Niederzwönitz führen die Staatsstraßen 257, 258 und 283. Niederzwönitz hat seit 2006 einen Haltepunkt an der Bahnstrecke Chemnitz–Aue–Adorf.

### Nachbarorte
|             | Dorfchemnitz                                | Hormersdorf |
| Affalter    | Kompassrose, die auf Nachbargemeinden zeigt | Geyer       |
| Lenkersdorf | Zwönitz                                     |             |

## Geschichte

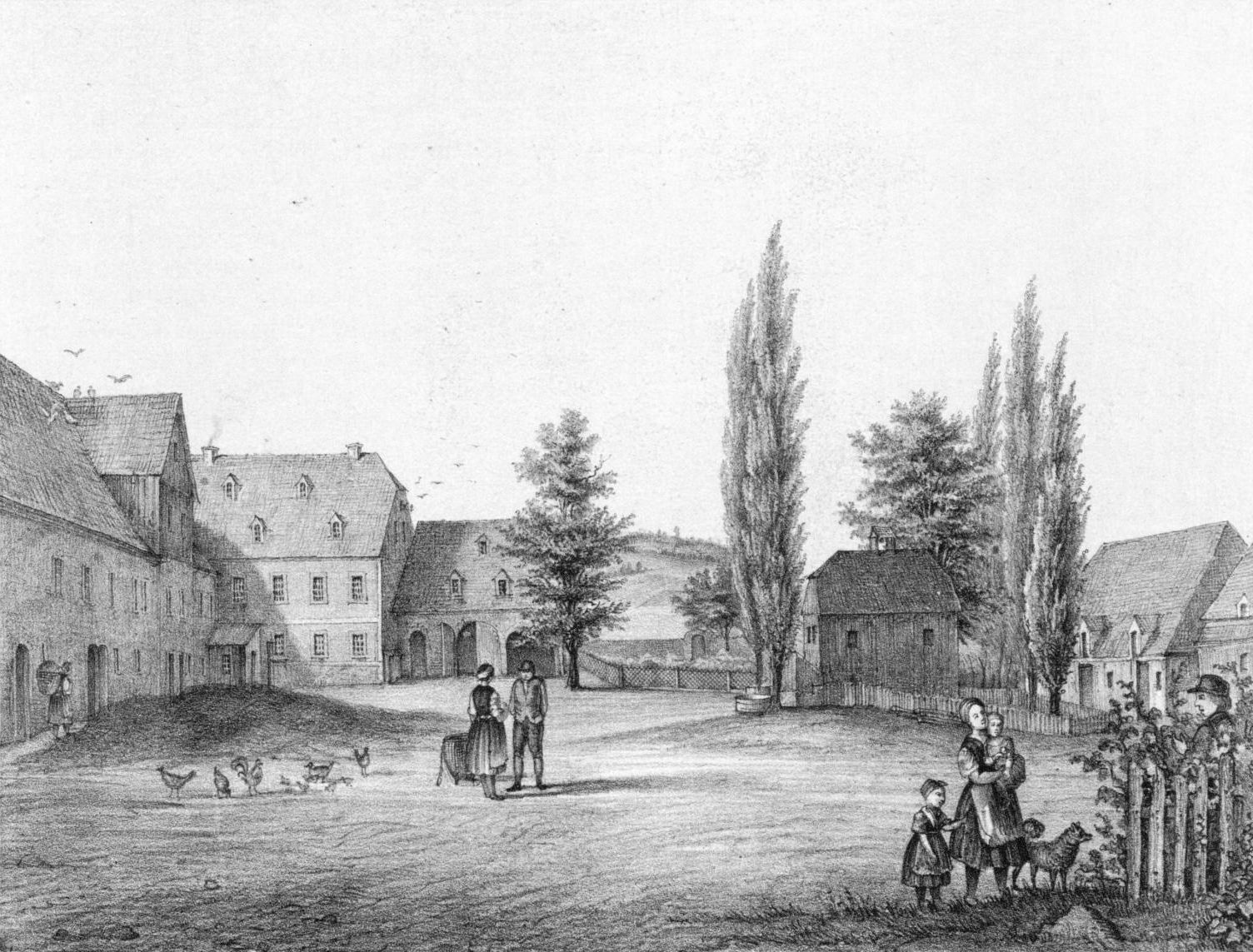
Rittergut Niederzwönitz (um 1860)

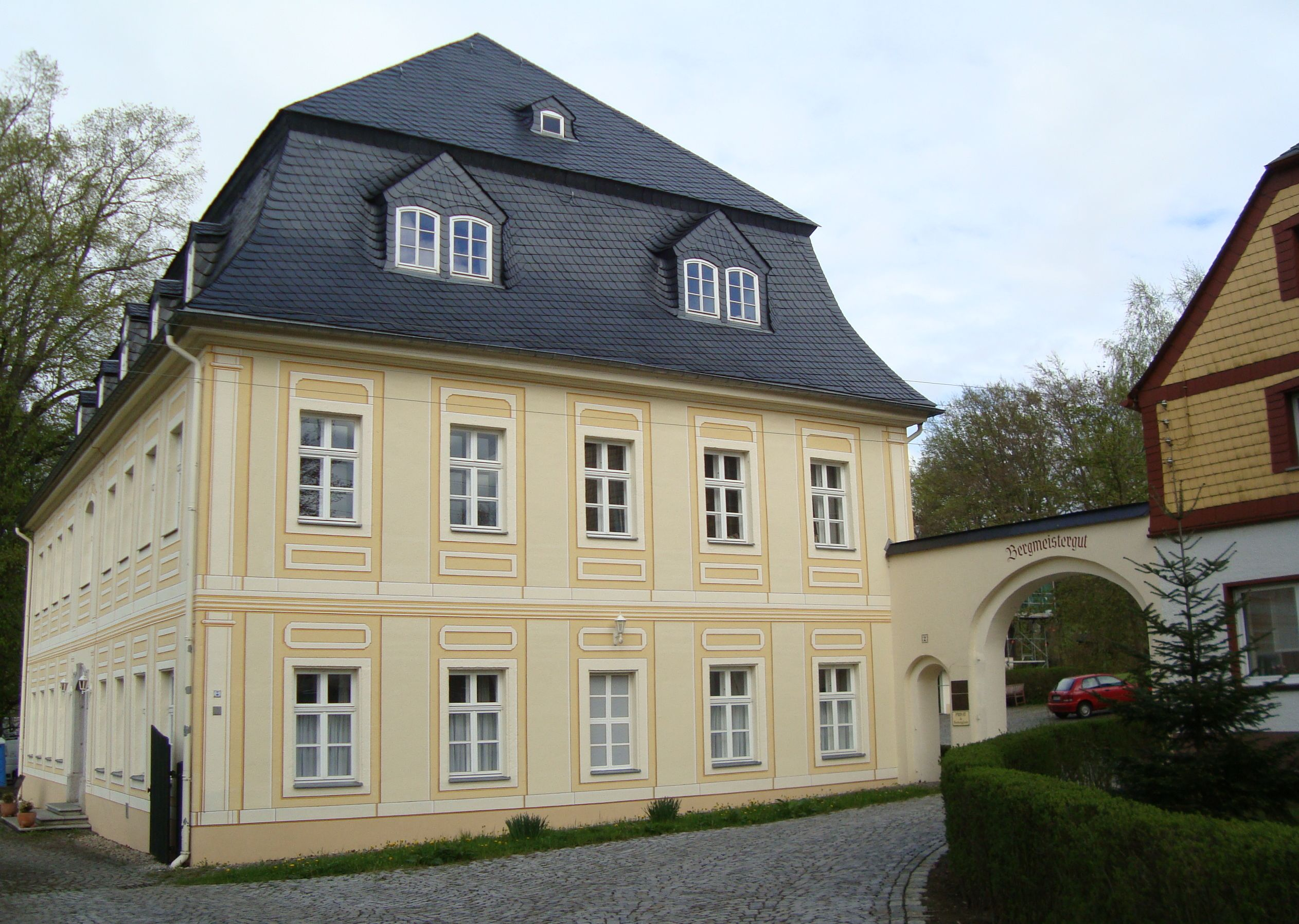
Bergmeistergut Niederzwönitz

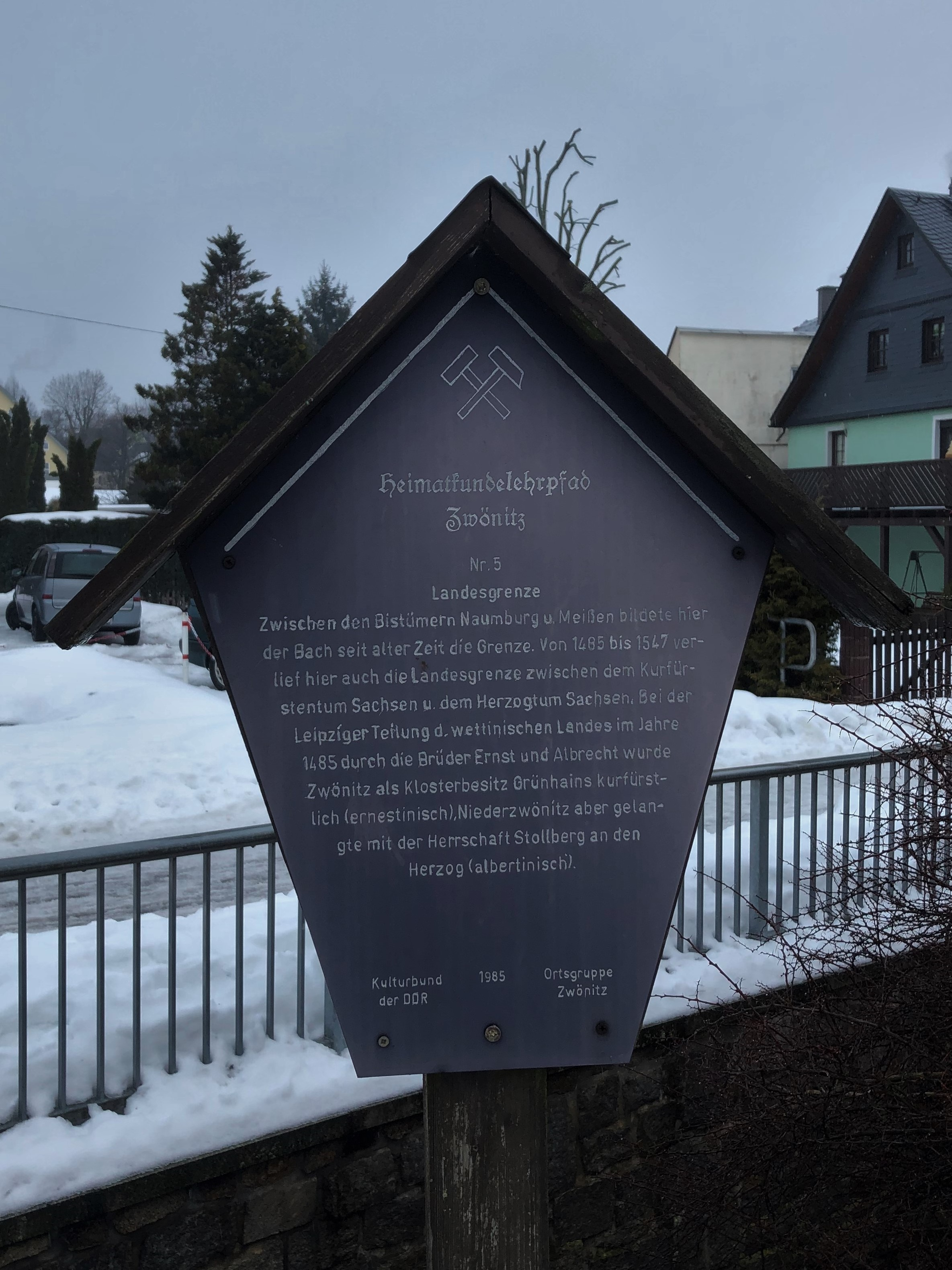
Heimatkundelehrpfad Zwönitz, Landesgrenze (Flurgrenze Zwönitz–Niederzwönitz)

Obwohl das Dorf vermutlich um 1200 angelegt worden war, erfolgt die Ersterwähnung erst um 1460 im Terminierbuch der Zwickauer Franziskaner als Dorffczwenicz. Die Namensbezeichnung Dorf- oder Niederzwönitz erfolgte vermutlich zur Unterscheidung von der benachbarten Stadt. Das Vorwerk Niederzwönitz war seit 1473 im Besitz der Familie von Schönberg. In der zweiten Hälfte des 16. Jahrhunderts wurde diesem nunmehr zum Rittergut erhobenem Gut die Herrschaft über das Dorf zugeteilt. Nach der Zerstörung im Dreißigjährigen Krieg wurde das Gut wiedererrichtet. In einem 1693 aufgerichteten Erbbuch wurden die Pflichten der Untertanen festgehalten. Die Rittergutsherrschaft war mit der Ansiedlung von Handwerkern befreit, sodass hier 1803 u. a. fünf Zimmermeister und 26 Webermeister ansässig waren. Am 18. Dezember 1881 brannte das Gut nebst sieben der elf Nebengebäuden ab, wurde jedoch im folgenden Jahr wieder errichtet. Das Rittergut bestand aus ca. 592 ha landwirtschaftliche Flächen, ca. 495 ha Wald sowie den Beigütern Bergmeistergut, Hansgünthergut, Bochmannsches Gut sowie herrschaftliches Jägerhaus mit Brettmühle.
Bezüglich der Grundherrschaft gehörte Niederzwönitz ab 1696 zum örtlichen Rittergut. Im Gegensatz zur benachbarten Stadt Zwönitz, die als einstiger Besitz des Klosters Grünhain zum kursächsischen Amt Grünhain gehörte, war Niederzwönitz dem kursächsischen bzw. königlich-sächsischen Amt Stollberg angegliedert. Im Jahr 1856 kam der Ort zum Gerichtsamt Stollberg und 1875 zunächst zur Amtshauptmannschaft Chemnitz. Am 1. Juli 1910 wurde aus dem südwestlichen Teil der Amtshauptmannschaft Chemnitz die Amtshauptmannschaft Stollberg gebildet, zu der nun auch Niederzwönitz gehörte.
Am 1. April 1934 erfolgte die Eingemeindung von Niederzwönitz nach Zwönitz. Als Teil der 1939 in Landkreis Stollberg umbenannten Amtshauptmannschaft Stollberg gehörte Niederzwönitz ab dem 8. Mai 1945 für 42 Tage zum Unbesetzten Gebiet im Westerzgebirge. Nach dem Zweiten Weltkrieg wurde die Familie von Schönberg als Großgrundbesitzer im Rahmen der Bodenreform in der Sowjetischen Besatzungszone ab 1945 enteignet. Die Wirtschaftsgebäude wurden vier Neubauern zugeteilt, das Gutsgebäude 1947 geschleift. Das sogenannte Bergmeistergut, dass der herrschaftlichen Familie ab 1838 als Sommersitz und später als ständiger Wohnsitz gedient hatte, wurde nach deren Vertreibung als Kindererholungsheim der Volkssolidarität und später als Kurheim für Jugendliche genutzt. 1992 kaufte die Tochter des letzten Besitzers, Benedikta von Schönberg-Paulig, das unterdessen leerstehende Bergmeistergut mit Nebengebäuden und 16.000 m² umgebendem Park vom Landkreis zurück und renovierte und modernisierte das Anwesen, in dem Ferienwohnungen vermietet werden.
Nach Auflösung des Kreises Stollberg im Jahre 1950 gehörte Niederzwönitz zum Landkreis Aue. Durch die zweite Kreisreform in der DDR kam Niederzwönitz mit der Stadt Zwönitz im Jahr 1952 zum Kreis Aue im Bezirk Chemnitz (1953 in Bezirk Karl-Marx-Stadt umbenannt), der 1990 als sächsischer Landkreis Aue fortgeführt. Bei dessen Auflösung im Jahr 1994 wurde die Stadt Zwönitz mit ihren Ortsteilen dem Landkreis Stollberg angegliedert, der 2008 im Erzgebirgskreis aufging.
Seit dem 16. Jahrhundert besteht in Niederzwönitz eine Papiermühle, die heute als Museum besichtigt werden kann. Sie gehört seit 2019 als assoziierte Stätte zum UNESCO-Welterbe Montanregion Erzgebirge/Krušnohoří.
Bergbau wurde im Dorf vor allem auf Schiefer betrieben. Für die Zeit zwischen 1564 und 1580 die Bergwerke Hülffe Gottes, St. Andreas und St. Ludwig nachweisen. In Niederzwönitz bestanden vier Mahl- und zwei Ölmühlen sowie vier Schneidmühlen. Weitere vertretene Handwerksberufe waren u. a. Horndrechselei und Klöppeln. Im Zuge der Industrialisierung entstanden im 19. Jahrhundert mehrere Fabriken für Buntweberei, Maschinenstrickerei, Strumpffertigung und Herstellung von Herrenkonfektion.

## Entwicklung der Einwohnerzahl
| Jahr | Einwohnerzahl                             |
| ---- | ----------------------------------------- |
| 1551 | 51 besessene Mann, 9 Häusler, 90 Inwohner |
| 1764 | 50 besessene Mann, 81 Häusler, 21 ¼ Hufen |
| 1834 | 1.749                                     |
| 1871 | 2.482                                     |

| Jahr | Einwohnerzahl |
| ---- | ------------- |
| 1890 | 2.577         |
| 1910 | 2.860         |
| 1925 | 2.879         |

## Sehenswürdigkeiten

### Kirchen

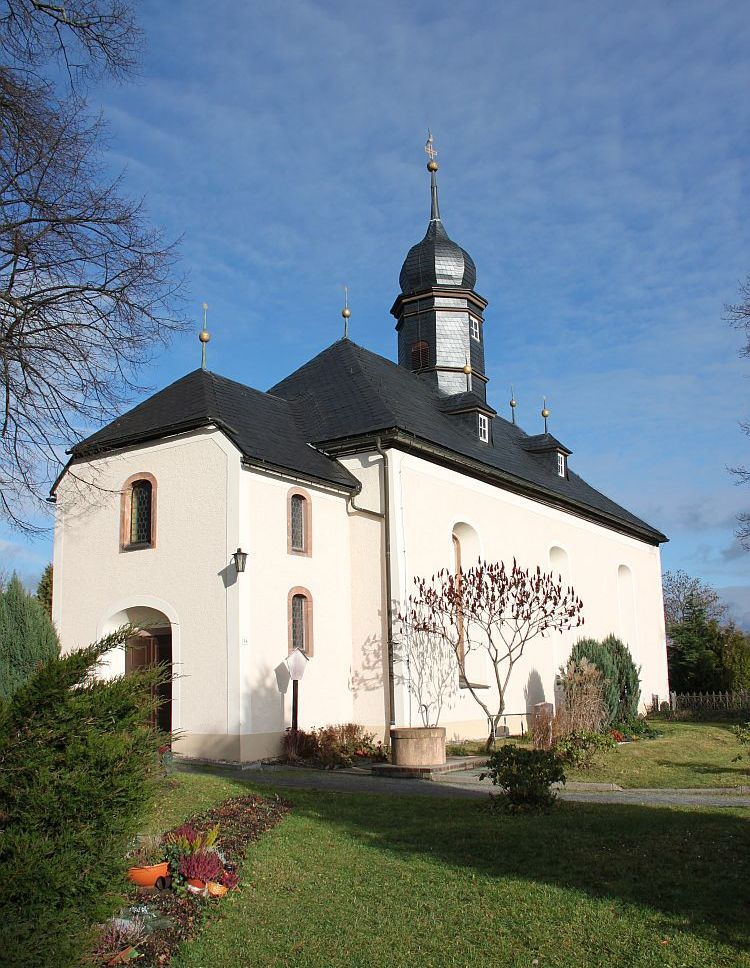
St. Blasius

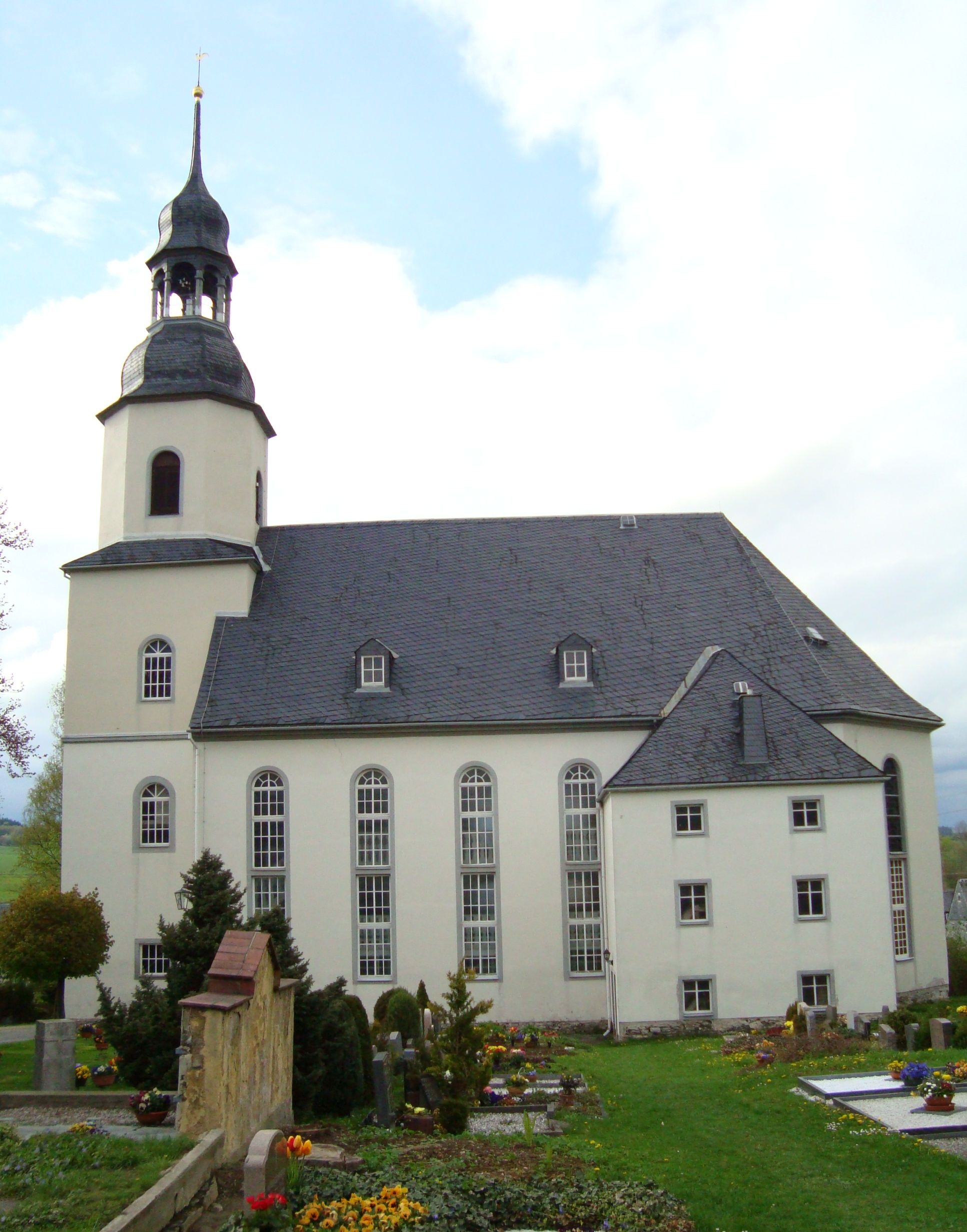
St. Johannes

Die St.-Blasius-Kirche im oberen Ortsteil von Niederzwönitz geht vermutlich auf vorreformatorische Ursprünge zurück. Das Kirchengebäude wurde 1668 sowie 1712 erneut und 1899 umfassend umgebaut. Sie trägt ein hohes, gewalmtes Satteldach mit Schieferdeckung aus einheimischem Schiefer. Der Innenraum ist einschiffig und mit einer Kassettendecke ausgeführt. Der geschnitzte, architektonisch betonte Altaraufsatz enthält Reste eines im 17. Jahrhundert geschnitzten, barocken Altars, der ursprünglich in Seelingstädt aufgestellt war. Die St. Blasiuskirche war vermutlich ursprünglich eine Straßenkapelle, wird aber derzeit nur noch als Begräbniskapelle genutzt.
Im unteren Ortsteil von Niederzwönitz befindet sich die St.-Johannis-Kirche. Nachdem der Vorgängerbau bei einem Brand am 21. April 1779 zerstört worden war, wurde zwischen 1789 und 1793 der heutige einschiffige Kirchengebäude errichtet. Ein Turm am Westabschluss der Kirche wurde 1820/21 angefügt.
Am Guten Brunnen, einer Heilquelle am Rand der Ortsflur in Richtung Streitwald, wurde 1997/98 die St. Anna Kapelle von der katholischen Gemeinde Zwönitz wiedererrichtet. Die Weihe erfolgte am 26. Juli 1998 durch Weihbischof Georg Weinhold.

### Technisches Museum Papiermühle
Das Technische Museum Papiermühle in Niederzwönitz ist die älteste, noch funktionstüchtige Papiermühle Deutschlands. Sie wurde 1568 erstmals urkundlich erwähnt. Produziert wurde hier handgeschöpftes Büttenpapier, wofür Hader und Lumpen Verwendung fanden, die in der Umgebung gesammelt wurden. Im Zuge der Industrialisierung im 19. Jahrhundert erfolgte 1847 eine Umstellung des Geschäftsfelds auf die Herstellung von Hart- und Graupappen, die vorwiegend in der Schuh-, Sitzmöbel- und Verpackungsindustrie Verwendung fanden. Nach der Stilllegung der Produktion wurde die Pappenfabrik ab 1973 zu einem Museum umgebaut. Dieses gehört seit 2019 als assoziierte Stätte zum UNESCO-Welterbe Montanregion Erzgebirge/Krušnohoří.
Die Papiermühle Niederzwönitz ist ein stattlicher Fachwerkgebäudekomplex, der sich aus rechtwinklig angeordnetem Wohn- und ehemaligem Schirrgebäöude zusammensetzt. An technischer Ausstattung ist die komplette Ausrüstung einer Pappenfabrik (u. a. Kugelkocher, Kollergang, Holländer, Pappenmaschine, Nasspresse und Walzwerk) erhalten. Die Maschinen werden über Transmissionen sowohl mit Wasserkraft als auch durch Motoren angetrieben.

### Austel-Villa und Gebhartsche Sammlungen
In der ehemaligen Austel-Villa, einem 1885/86 im Gründerzeitstil von Gustav-Friedrich Austel (1818–1891) errichteten Gebäude, wird die Raritätensammlung des Zwönitzer Ehrenbürgers Bruno Gebhardt mit Exponaten aus über 60 Fachgebieten gezeigt, darunter Münzen, Briefmarken, Orden, Medaillen, Porzellanfiguren sowie technische Geräte wie Uhren und mechanische Musikgeräte. Die Sammlung ist Teil des Museumsverbundes „Heimatwelten Zwönitz“.

### Bad Guter Brunnen

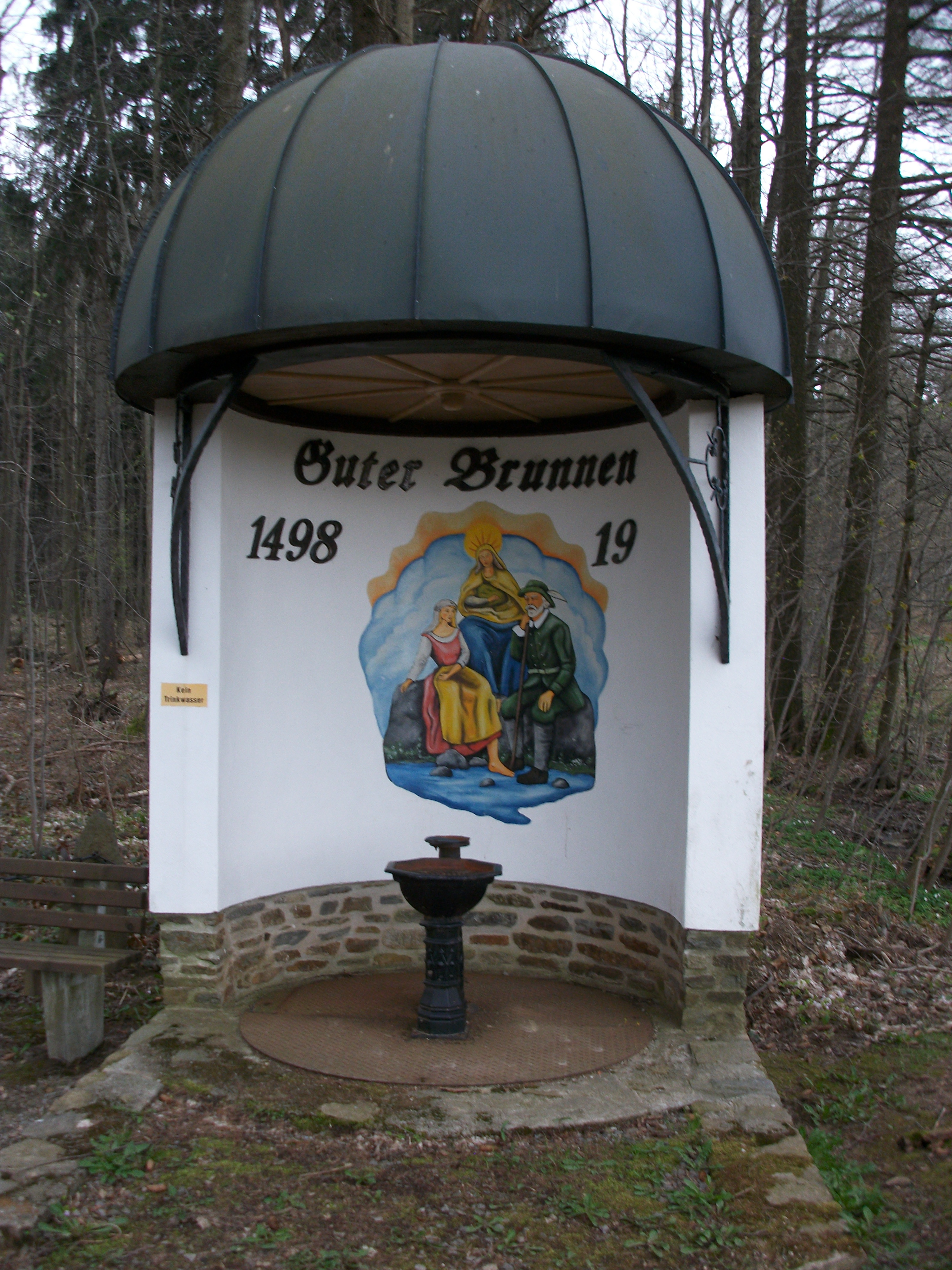
Quelle Guter Brunnen (2017)

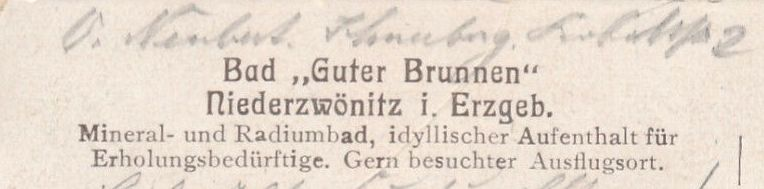
Werbetext auf einer Ansichtskarte (um 1930)

Lange Zeit wurde die Anlage am Guten Brunnen in Niederzwönitz als „Bad“ bezeichnet, da dort ein Badebetrieb mit Gastronomie angeboten wurde. Mehrere Heilquellen treten aus dem historischen Quellgebiet bei Zwönitz hervor. Schon Christian Lehmann erwähnt sie in seinem im Jahr 1747 erschienenem Buch Ausführliche Beschreibung Des Meißnischen Ober-Ertzgebürges …. Er nennt den Guten Brunnen „Wunderbrunnen“.
1819 wurde eigens für den Badebetrieb ein neues Badehaus mit 10 Zellen und 11 Wannen gebaut, welches bis 1949 als Mineral- und Radiumbad genutzt wurde. Die Zahl der Kurgäste von 1902 bis 1916 wird mit 90 bis 156 angegeben. 1951 waren es noch 87 Kurgäste.
Im Laufe der Zeit hatten sich in Deutschland einheitliche und strengere Richtlinien durchgesetzt, welche die notwendigen Mengenangaben von Mineralien für Heilquellen vorschrieben. Die Quellen des Guten Brunnens entsprachen nicht diesen Richtlinien, worauf der Landrat von Stollberg 1941 erklärte, dass die Bezeichnung „Bad“ nicht mehr aufrechterhalten werden kann. Auch wurde die Bezeichnung „Radiumbad Guter Brunnen“ auf Etiketten untersagt.
Folgende Gebäude gehörten zum Ensemble „Bad Guter Brunnen“:
- Gasthaus
- Badehaus (1819–1998)
- Wasserhaus
- Nebengebäude (Stall, Scheune und Schuppen)

Heute liegt die Gesamtanlage brach. Am 18. Oktober 1984 wurde mittels Beschluss das gesamte Gebiet als ein Flächennaturdenkmal deklariert. Besondere Bedeutung fand dabei die Anlage in der sächsischen Bädergeschichte. Bis heute wird es naturschutzfachlich bewirtschaftet und gepflegt und beherbergt eine Reihe gefährdeter Pflanzen- und Tierarten sowie besonders geschützte Biotope. Heute noch geben der Gute Brunnen, der Anna Brunnen, der Krätzbrunnen und der Augenbrunnen schwach radioaktives Quellwasser ab, welches ungenutzt in den nahen Wernsbach fließt. Die beiden erstgenannten Quellen und der Radiumsprudel sind durch eine ABM Ende des 20. Jahrhunderts saniert und neu gestaltet worden.